# Rudolph von Oertzen
Karl Friedrich Wilhelm Leopold Rudolph von Oertzen (* 28. Oktober 1819 in Brunn; † 27. April 1893 in Anklam) war ein preußischer Landrat im Kreis Anklam (1853–1889) in der Provinz Pommern sowie Geheimer Regierungsrat. Ferner war er Herr auf Pamitz (Regierungsbezirk Stralsund).

## Leben
Rudolph entstammte dem mecklenburgischen Adelsgeschlecht Oertzen. Seine Eltern waren Carl von Oertzen (1788–1837) und dessen Ehefrau Wilhelmine, geborene von Dewitz (1792–1875).
Oertzen heiratete am 13. April 1849 in Boddin bei Gnoien Lilla von Lützow (1822–1866), eine Tochter des Staatsministers Ludwig von Lützow. Das Paar hatte mehrere Kinder:
- Karl (1852–1911), preußischer Generalleutnant ⚭ 1875 Emilie von Puttkamer (* 1852)
- Gustav (1853–1927), preußischer General der Infanterie
- Fritz (1855–1942), preußischer Generalleutnant ⚭ 1883 Karoline Gräfin von Schwerin (* 1862)

Nach dem Tod seiner ersten Frau heiratete er am 16. September 1873 Mathilde von der Dollen (* 1845). Das Paar hatte mehrere Kinder: 
- Rudolf (* 1874), preußischer Hauptmann a. D. ⚭ 1899 Elsa Mahn (* 1879)
- Detwig (1876–1950), Pastor, Feldprediger und Missionar in Beirut und Persien ⚭ 1904 Juliette Huguenin-Virchaux